# اشعار طاهره قرةالعین
بیشتر اشعار طاهره قرةالعین از بین رفته است، اما از او اشعاری با موضوعات عرفانی و فلسفی باقی‌مانده است. اشعار او رویکرد شدید مذهبی او را نشان می‌دهد. به علاوه هزلی در مورد رد کردن خواستگاری ناصرالدین شاه است.
به دلیل کشتار عمومی بابی‌ها، بسیاری از اسناد مکتوب بابی‌ها از میان رفته‌اند. به همین دلیل اشعاری که از طاهره باقی‌مانده‌ است، بیشتر به صورت سینه به سینه و از حفظ نقل شده‌اند. مجموع اشعار باقی‌مانده از طاهره به کمتر از ۶۰ شعر کوتاه و متوسط می‌رسد.
به گفته سوزان استایلز، منابع دانشورانه مسلمان، ثابت کرده‌اند که بعضی از اشعاری که زمانی به وی منسوب بوده‌اند، در واقع اثر شعرای قدیمی‌تر مانند محمدباقر صحبت لاری هستند. منبع دانشورانه مزبور «حسام‌الدین نقبایی» (کتاب طاهره) بوده و دو غزل معروف منسوب به طاهره، یکی به صحبت لاری و دیگری به طاهره اصفهانی منتسب شده‌اند؛ ولی فرانکلین لوئیس، استاد کرسی ادبیات فارسی دانشگاه شیکاگو، این اشعار را تضمین طاهره از شعرایی مانند صحبت لاری می‌داند.
برخی نویسندگان مدرن‌تر نیز اشعار او را به دلیل به کارگیری کلمات پرتکلف او را مورد نقد قرار داده‌اند.
غزل زیر از مشهورترین غزل‌های اوست. با این‌حال نصرت‌الله محمدحسینی، نویسنده بهائی در کتابی که به‌وسیله «مؤسسه معارف بهائی» منتشر شده است، می‌گوید: «(این غزل) باحتمال قوی سروده طاهر کاشانی است. استناد نگارنده به جُنگی از اشعار شاعران پارسی‌گوی است که در زمان فتحعلی‌شاه قاجار فراهم گشته و در کتابخانه ملک طهران موجود است.»
| گر به تو افتدم نظر چهره به چهره رو به رو |  | شرح دهم غم تو را نکته به نکته مو به مو      |
| از پی دیدن رخت همچو صبا فتاده‌ام          |  | خانه به خانه در به در کوُچه به کوچه کو به کو |
| می‌رود از فراق تو خون دل از دو دیده‌ام     |  | دجله به دجله یم به یم چشمه به چشمه جو به جو |
| دور دهان تنگ تو عارض عنبرین خطت          |  | غنچه به غنچه گل به گل لاله به لاله بو به بو |
| ابرو و چشم و خال تو صید نموده مرغ دل     |  | طبع به طبع دل به دل مهر به مهر و خو به خو   |
| مهر تو را دل حزین بافته بر قماش جان      |  | رشته به رشته نخ به نخ تار به تار پو به پو   |
| در دل خویش «طاهره» گشت و ندید جز تو را   |  | صفحه به صفحه لا به لا پرده به پرده تو به تو |

محمد محیط طباطبایی هویت شاعری وی را نیز به چالش کشیده است و در پژوهشی به بررسی یک نسخه خطی موجود در کتابخانه مجلس به شماره ۸۸۴۱ می‌پردازد. این نسخه حاوی اشعاری از میرزا طاهر وحید قزوینی منشی و وزیر دربارهٔ صفوی است که دارای آثاری به نظم و نثر می‌باشد. در صفحه ۵۷۶ آن مخمسی بدین شرح نگاشته شده است:
| ساقی عشقت ای صنم! زهر ستم سبو سبو           |  | ریخت به ساغر دلم با می‌غم کدو کدو         |
| چند دوم من از غمت گوشه به گوشه سو به سو     |  | گر به تو افتدم نظر چشم به چشم و رو به رو |
| شرح کنم غم تو را نکته به نکته مو به مو      |  |                                          |
| تنا به ره محبتت پای طلب نهاده‌ام             |  | بر رخ دل در الم از ستمت گشاده‌ام          |
| تا قدمم به سر نهی خاکنشین چو جاده‌ام         |  | از پی دیدن رخت همچو صبا فتاده‌ام          |
| خانه به خانه در به در کوُچه به کوچه کو به کو |  |                                          |
| تا شده استخوان من با سگ کویت آشنا           |  | محض وفا تویی، مرا غیر تو نیست مدعا       |
| مانده به زیر بال غم کگردن مطلب هما          |  | در دل خویش طاهرا گشت و ندید جز وفا       |
| صفحه به صفحه سر به سر پرده به پرده تو به تو |  |                                          |

سه مصرع اول هر بند با دو مطرح آخر متفاوت است، و هم‌چنین تخلص «طاهرا» در بند آخر حکایت از آن دارد که مخمس تضمین شعری از شاعری پیش از وحید قزوینی است. بنا به بررسی محیط طباطبایی اصل غزل از شاعری به نام طاهرای انجدانی کاشی دکنی است که در اواسط سده دهم هجری می‌زیسته و میرزا وحید در قرن یازدهم مخمسی بر غزل وی ساخته و در دهه دوم از سده دوازدهم جمال الدین محمد جامی از ندمای اکبر شاه هندی این مخمس را در مجموعه نظم و نثر خود به نام میرزا وحید نگاشته است؛ اما بابیان که به دنبال جمع‌آوری شعر برای طاهره بوده‌اند، اشعار بی‌نام نشان و جالب را جمع‌آوری و به نام وی در دسترس فارسی زبانان هندوستان قرار داده‌اند. وی می‌گوید اهمیت این پژوهش سبب شد تا بابیان ازلی این شعر را از اشعار منسوب به طاهره حذف کنند، اما بهائیان هم‌چنان به وی منسوب می‌دانند. گرچه برخی دیگر نیز این شعر را به طاهره اصفهانی یا حزین لاهیجی منسوب کرده‌اند.
ترانه‌ای بر اساس این غزل توسط فریدون فروغی اجرا شده است. هم‌چنین، محمدرضا شجریان این شعر را بر روی ترانه چهره به چهره با آهنگی از محمدرضا لطفی در جشن هنر شیراز اجرا نموده است.

## اشعار از قرةالعین

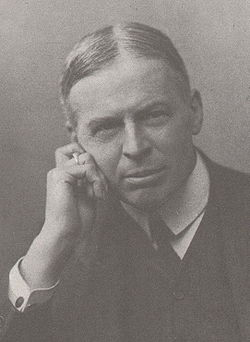
ادوارد براون

ادوارد براون ابیات زیر را که طاهره قرةالعین در بشارت طلوع صبح ازل سروده را در کتاب مواد تحقیق در مذهب بابیه درج و قسمتی از اصل دست خط را نیز گراور نموده‌است.
| بخلق جهان ساقیا ده نوید      |  | که شد شام غم صبح عشرت رسید   |
| به غم دیدگان ده تو جام صفا   |  | بعشاق دلخسته بر زن صلا       |
| که عین ظهور ازل آمده         |  | جمال خدائی هویدا شده         |
| باین مژده گر جان فشانم رواست |  | از این مژده خوش وقت رب علاست |
| ........ تا آنجا که می‌گوید   |  | :                            |
| چو نور جمال تو آمد عیان      |  | ثمر خواندت از لطف رب بیان    |
| مراد از شجر نیست غیر از ثمر  |  | شجر از ثمر می‌شود جلوه گر     |
| بیان از تو تکمیل گردیده شد   |  | همه سر پنهان حق دیده شد      |

شهاب فردوسی ضمن تأیید اینکه اشعار بسیاری به قرةالعین نسبت داده شده، چند شعر او را که حتماً مال خود اوست برای نمونه نقل می‌کند:
| در ره عشقت ای صنم، شیفته بلا منم        |  | چند مغایرت کنی با غمت آشنا منم       |
| پرده به روی بسته‌ای، زلف به هم شکسته‌ای   |  | از همه خلق رسته‌ای، از همگان جدامنم   |
| شیر تویی، شکر تویی، شاخه تویی، ثمر تویی |  | شمس تویی، قمر تویی، ذره منم، هبا منم |
| نخل تویی، رطب تویی، لعبت نوش لب تویی    |  | خواجهٔ با ادب تویی، عاشق بی نوا منم   |
| کعبه تویی، صنم تویی، دیر تویی، حرم تویی |  | دلبر محترم تویی، عاشق بی نوا منم     |
| من ز یم تو نیم نم، نی ز کم و ز بیش هم   |  | چون به تو متصل شدم، بی حد انتها منم  |
| شاهد شوخ دلربا، گفت به نزد من بیا       |  | رسته ز کبر از ریا، مظهر کبریا منم    |
| طاهره، خاک پای تو، مست می لقای تو       |  | منتظر عطای تو، معترف خطا منم         |